# Ján Valach
Ján Valach (Myjava, 19 augustus 1973) is een Slowaakse voormalig wielrenner. Hij werd meerdere keren Slowaaks nationaal kampioen, zowel in de wegwedstrijd, het tijdrijden, maar ook in de ploegentijdrit. Valach nam tweemaal (1996 en 2008) deel aan de Olympische Zomerspelen voor zijn vaderland
Sinds 2011 is hij actief als ploegleider. Hij begon bij de Slowaakse wielerploeg Dukla Trenčín Trek en vervolgens was hij actief bij Israel Cycling Academy. In 2016 was Valach een jaar actief als ploegleider bij Tinkoff. De volgende seizoenen tot en met 2021 bij BORA-hansgrohe. Sinds 2022 is Valach actief bij TotalEnergies als ploegleider.

## Overwinningen
1996
9e etappe en eindklassement Ronde van Slowakije
Eindklassement Ronde van de Somme
1997
 Slowaaks kampioen op de weg, Elite
1998
 Slowaaks kampioen op de weg, Elite
 Slowaaks kampioen tijdrijden, Elite
2001
 Slowaaks kampioen op de weg, Elite
 Slowaaks kampioen tijdrijden, Elite
 Slowaaks kampioen ploegentijdrit, Elite
Proloog Ronde van Egypte
2002
 Slowaaks kampioen tijdrijden, Elite
 Slowaaks kampioen ploegentijdrit, Elite
2003
Beker van de Subkarpaten
2009
GP Bradlo
Bedin · 
Bratkowski · 
Dante · 
Dvorščík · 
Fedenko · 
Juhlin · 
Kirchen ·
Ljungblad · 
Mugerli · 
Riska · 
Rosendahl · 
Schipak · 
Schwarzlmüller · 
Sedoen · 
Sparr · 
Trentini · 
Valach · 
Zatti
Brasi · 
Bratkowski · 
Crepaldi · 
Fedenko · 
Finco · 
Forner · 
Gazi ·
Hecl ·
Kokorine · 
Kováč · 
Kranjec · 
Laris · 
Palumbo · 
Panetta · 
Sedoen ·
Šipeky · 
Špak ·
Valach ·
Turicchia ·
Wielinga ·
Anderson (stagiair) ·
Ballan (stagiair) ·
Kružić (stagiair)
Aug ·
Ballan ·
Brasi · 
Bulgarelli · 
Cadamuro · 
Dubos · 
Fadrny · 
Gazi ·
Gobbi ·
Hecl ·
Klucka ·
Kohut ·
Kokorine · 
Kováč · 
Kranjec ·
Kružić · 
Miorin · 
Ongarato ·
Palumbo · 
Pidhorny · 
Prázdnovský ·
Šipeky · 
Testi ·
Valach ·
Wielinga
Comploi · 
Denifl · 
Eibegger · 
Fankhauser · 
Gründlinger · 
Konečný · 
Lauscha · 
Murer · 
Pfannberger · 
M. Pichler · 
P. Pichler · 
Rohregger · 
Rucker · 
Starzengruber · 
Summer · 
Totschnig · 
Valach · 
Weisshaupt
Denifl · 
Eibegger · 
Fankhauser · 
G. Lauscha · 
R. Lauscha · 
Murer · 
Pichler · 
Radochla · 
Rohregger · 
Rucker · 
Schorn · 
Starzengruber · 
Summer · 
Thurau · 
Totschnig · 
Trampusch · 
Valach
Ažaltovič · Hrbáček · Jurčo · Kováč · Mahďar · Marek · Nagy · Polievka · Rovňák · Šipeky · Tybor · Valach · Vyšna